# 自由の国のシルバー暴走族
自由の国のシルバー暴走族（Grey Dawn）は、コメディ・セントラルのテレビ番組『サウスパーク』第7シーズン第10話。

## あらすじ
ある日、高齢者が引き起こした悲惨な交通事故の犠牲者のための葬式が行われていた。ところが、皮肉にもその葬式に高齢者の運転する車が突っ込み、さらに犠牲者が増えてしまった。その夜、スタンとその父ランディが高齢者の運転について話していると、そこに祖父マーヴィンがやってきて免許取り上げに反発する。その一方、湖では交通事故が起こる。カントリーキッチンカフェに行こうとした老夫婦がハンドル操作を誤り、釣り人のボートの上に落下したのである。
次々起こる高齢者の事故。そこで市民の声に押されて自動車局（Department of Motor Vehicles）は高齢者の運転免許剥奪を検討する。それに対し、マーヴィンが怒りのあまりコミュニティセンターで集会を開いたのだが、終了後そこに集まった老人が一斉に車で家に帰ろうとした結果事故が多発し、14人死亡/300万ドルの損害を出す結果となった。
そこで、自動車局は免許剥奪条例を制定するが、年寄りをひとくくりに対象にしたため、職員は憎まれ口を叩かれてしまう。しかし職員も負けてはおらず、年寄りが買い物や医療について尋ねると「老人ホームに行け」と言われ、年寄りはそれに対し、「死んだ方がマシ」と返した。そこで職員は「それなら手伝うよ」と返した。
その後、マーヴィンは無免許運転(このときに乗っていたのは設定上青のシボレー・インパラとされている)で留置所に入れられてしまった（先述の条例で没収され、無免許扱いにされた）。しかし、釈放を巡ってランディと口論、結局マーヴィンはオールアメリカン引退者協会（AARP）とコンタクトを取り、街を占拠した。
老人と街を占拠し、若者を捕虜として一カ所に集め「要求が聞き入れられなければ人質を殺していく」と主張するAARP。大人達は老人の朝早い生活習慣に対抗できず、なすがままとなっていた。そして街の行く末は子供達4人に託されることとなった。
その一方、AARPの行動が過激化するにつれ、免許を取り戻したいだけであったマーヴィンも疑問を抱く。しかしAARPは聞く耳を持たない。そして行動開始前にカントリーキッチンカフェによるのだが、ドアや窓が全て施錠されており入ることができない。そして高齢者達は全滅した。これは子供達（特にカートマン）の考えた、いわば兵糧攻めであった。
そして、いわゆる「まとめ」のコーナーに入り、スタンがランディにはマーヴィンを子供扱いするなと、マーヴィンには運転免許を諦めろというのであった。

## 備考
この回では主にこのような問題点を指摘している。
- 作中でも指摘されているように、地方（田舎）では車がなければ買い物や医療サービスなど生活の根幹となる部分に重要な支障をきたす(買い物難民・医療難民の発生)
  - 特に山村では公共交通機関が存在しないか、もしくは本数が非常に少ないうえ、運賃が高いためあまり使い物にならない。
- また、若年層が（仕事を求めて）都市部へ流出することによる過疎化の影響で、「高齢者のみの世帯」が多く存在する。
- そのため、いくら身体の機能が衰えても「（危険を承知で）自ら運転するしかない」悪循環が存在する。
- そのような背景があり、高齢者の交通事故が多発している。中には本作品に描かれるような重大事故もある。

このアニメはアメリカ合衆国コロラド州を舞台としているが、日本でもこの回に描かれるような状況は発生しており、決して遠い国の出来事とはいえない。実際、買い物難民は日本でも問題視されており、また2011年6月に東京で起こった高齢者ドライバーの事故に関する記事では「警察は高齢者に免許返納を促しているものの、特に地方では高齢者のみの世帯の増加や車以外の移動手段が存在しない現実があり、対策は困難」、と指摘されている。